# Composition pour le jour de la victoire
Pour plus de détails, voir Fiche technique et Distribution.
Composition pour le jour de la victoire (Сочинение ко Дню Победы) est un film russe réalisé par Sergueï Oursouliak, sorti en 1998,.

## Fiche technique
- Photographie : Mikhail Souslov
- Musique : Sergeï Roudnitski, Mikaèl Tariverdiev
- Montage : Olga Grinchpoun

## Distribution
- Oleg Efremov : Dmitri Kilovatov
- Viatcheslav Tikhonov : Lév Morgulis
- Mikhaïl Oulianov : Ivan Diakov
- Zinaïda Charko : Nina
- Vladimir Kachpour : Stepanyuk, ancien agent de SMERSH
- Vladimir Machkov : Sasha, fils de Morgulis
- Sergueï Makovetski : Chechevikine, enquêteur
- Vladimir Iline : Zviaguine
- Vladimir Menchov : général
- Lika Nifontova : Sonia, la fille de Diakov
- Sergueï Nikonenko : Nechiporenko, directeur de l'aéroport
- Aleksandr Sirine : adjoint du procureur
- Guennadi Nazarov : Vova, policier
- Sergueï Stepanchenko : Mikhalych, le voisin de Diakov
- Konstantin Lavronenko : Kostia, pilote
- Pavel Vinnik : vétéran à la répétition du défilé
- Lioubov Sokolova : Anya, vétéran